# بيير إيميريك أوباميانغ
بيير إميريك إميليانو فرانسوا أوباميانغ (بالفرنسية: Pierre–Emerick Emiliano François Aubameyang؛ مواليد 18 يونيو 1989) لاعب كرة قدم غابوني يلعب ك‍مهاجم مع نادي أولمبيك مارسيليا  في الدوري الفرنسي. يعتبر واحدًا من أفضل المهاجمين في العالم، ويُعرف بسرعته، وحسن إنهائه، وتحركاته بدون كرة.
بدأ أوباميانغ، المولود في لافال، فرنسا، مسيرته المهنية مع نادي ميلان، حيث تمت ترقيته في النهاية إلى الفريق الأول في عام 2008 بعد أن أثار الإعجاب كلاعب في فئة الشباب. ومع ذلك، لم يشارك أبدًا مع ميلان، وبدلاً من ذلك، بدأ سلسلة من الإعارات في فرنسا. انضم إلى نادي سانت إتيان في الدوري الفرنسي بشكل دائم في عام 2011. خلال فترة وجوده في النادي، ساعد أوباميانغ النادي على الفوز بلقب كأس الرابطة الفرنسية 2012–13 وتم تكريمه باختياره في فريق العام في الدوري. انضم أوباميانغ إلى نادي بوروسيا دورتموند في الدوري الألماني عام 2013، حيث أنهى موسم 2016–17 كهداف الدوري وفاز بلقب كأس ألمانيا. كما أصبح سادس هداف في تاريخ النادي. في عام 2018، انضم أوباميانغ إلي نادي أرسنال في الدوري الإنجليزي الممتاز في صفقة بقيمة 56 مليون جنيه إسترليني (64 مليون يورو)، مما جعله أغلى لاعب غابوني في التاريخ. في أول موسم كامل له في إنجلترا، فاز بجائزة الحذاء الذهبي في الدوري الإنجليزي الممتاز (بالتشارك مع ساديو ماني ومحمد صلاح). في الموسم التالي تُوّج بكأس الاتحاد الإنجليزي، وسجل هدفين لأرسنال في كل من نصف النهائي والنهائي، ليصبح خامس لاعب يسجل هدفين أو أكثر في مباراة كأس في ويمبلي في أكثر من مباراة. ولعب أيضًا مع نادي برشلونة⁷ في الدوري الإسباني.
شارك أوباميانغ لأول مرة مع منتخب الغابون في عام 2009 وهو في سن التاسعة عشرة، وهو الهداف التاريخي لمنتخب الغابون بـ30 هدفًا في 72 مباراة. لعب في ثلاث بطولات في كأس الأمم الأفريقية، بالإضافة إلى كرة القدم في الألعاب الأولمبية الصيفية 2012. عن أدائه في كأس الأمم الأفريقية 2015، حصل أوباميانغ على جائزة أفضل لاعب أفريقي في العام، ليصبح أول لاعب غابوني يفوز بالجائزة، وثاني لاعب أوروبي المولد بعد فريديريك كانوتيه.

## مسيرته الكروية

### ميلان
انضم أوباميانغ إلى فريق شباب ميلان في يناير 2007. وفي أغسطس، كان جزءا من الفريق الذي احتل المركز الرابع في بطولة كأس أبطال أوروبا التي أقيمت في ماليزيا، حيث قدم لنفسه اسما وجذبت انتباه الكشافة دوليا. وسجل ضد كل خصوم ميلان، لينهي البطولة بتسجيه سبعة أهداف في ست مباريات. وحصل على جائزة روبيرتو بيتيغا لكونه هدّاف البطولة.

#### ديجون (إعارة)
بالنسبة لموسم 2008–09، تمّت إعارة أوباميانغ إلى ديجون الفرنسي من أجل أن يكسب بعض الخبرة للعب في الفريق الأول للنادي الإيطالي.

#### ليل (إعارة)
في 24 يونيو 2009، أعلن نادي ليل أنه تم التوقيع مع أوباميانغ على سبيل الإعارة.

#### موناكو (إعارة)
بالنسبة لموسم 2010–11، تمّت إعارة أوباميانغ إلى موناكو لهذا الموسم.

### سانت إتيان
في 22 ديسمبر 2011، وقع أوباميانغ مع سانت إتيان.

### بوروسيا دورتموند

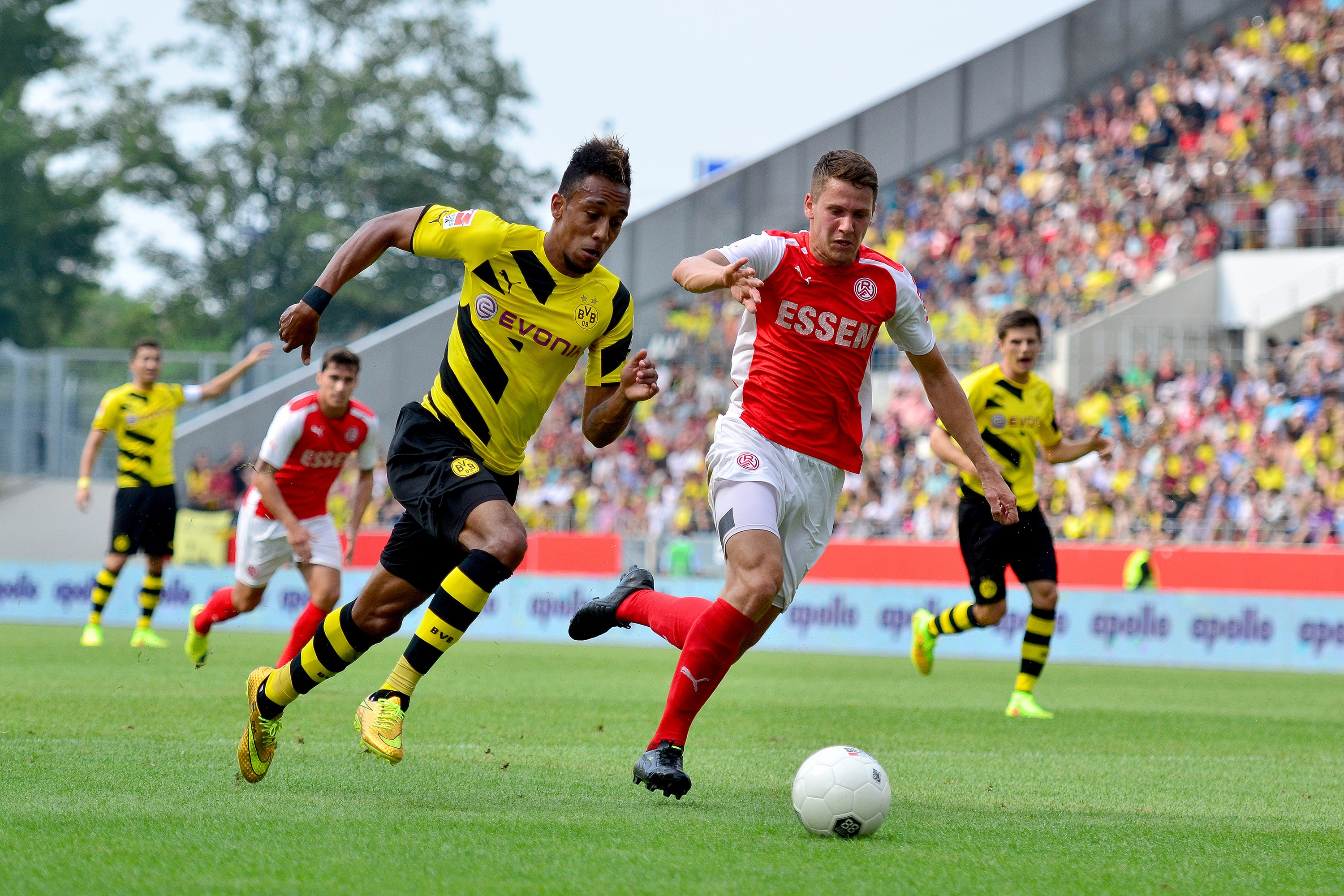
أوباميانغ في مباراة مع بوروسيا دورتموند ضد روت فايس إيسن

في 4 يوليو 2013، انضم أوباميانغ إلى بوروسيا دورتموند وذلك بعد نهائي دوري أبطال أوروبا 2013 في عقد مدته خمس سنوات.

### أرسنال

#### موسم 2017–18
في 31 يناير 2018، وقع أوباميانغ مع نادي أرسنال مقابل 56 مليون£. في 3 فبراير، شارك أوباميانغ لأول مرة مع أرسنال ضد نادي إيفرتون في مباراة الدوري الإنجليزي الممتاز التي أنتهت بفوز فريقه 5–1، وسجل الهدف الرابع للفريق. سجل أوباميانغ أول هدف له خارج ملعبه في مباراة الهزيمة 2–1 أمام برايتون أند هوف ألبيون. أصبح أوباميانغ أول لاعب يسجل خمس أهداف في أول ست مباريات له مع أرسنال.
أنهى أوباميانغ موسمه الأول بعشرة أهداف وأربعة تمريرات حاسمة في مباريات الدوري الإنجلزي الممتاز الثلاث عشرة التي لعبها وكان آخر هداف لارسنال تحت إشراف أرسين فينغر.

#### موسم 2018–19
سجل أوباميانغ هدفه الأول في الموسم الجديد في مباراة الفوز 3–2 على كارديف سيتي. شارك أوباميانغ في أول مباراة له مع أرسنال في أوروبا، بفوزه 4–2 على ضيفه نادي فورسكلا بولتافا، حيث سجل هدفين قبل أن يحل محله مسعود أوزيل في الدقيقة 57. أهداف أوباميانغ جعلته يشارك في 12 هدف في 10 مباريات مع أرسنال على ملعب الإمارات. منذ انضمامه إلى أرسنال في فبراير عام 2018، سجل أوباميانغ 16 هدف في الدوري الإنجليزي الممتاز. ووفقًا لإحصائيات أوبتا، فإن ذلك يمنحه معدل دقائق لكل هدف وهو 104.6، وهو ما يعد الرقم القياسي الأفضل لعدد الدقائق بالنسبة لكل هدف في تاريخ الدوري الممتاز (كل من سجل 10 أهداف كحد أدنى). وأصبح أوباميانغ أول لاعب يسجل 10 أهداف في الدوري الإنجليزي الممتاز في الموسم، بعد أن سجل هدفين في مباراة فوز أرسنال 4–2 على توتنهام هوتسبير في ديربي شمال لندن.

#### موسم 2019–20
في 18 يوليو ، في نصف نهائي كأس الاتحاد الإنجليزي ضد حامل اللقب مانشستر سيتي، سجل أوباميانغ هدفي الفوز 2-0 لأرسنال ، ليتأهل إلى المباراة النهائية. في 1 أغسطس ، سجل ركلة جزاء وسجل هدف الفوز في النهائي ، حيث فاز أرسنال على تشيلسي 2-1 ورفع أوباميانغ كأسه الأول مع النادي.
في 29 أغسطس 2020 ، سجل أوباميانغ هدفًا في الوقت الاصلي من مباراته ضد نادي ليفربول وسجل الركلة الترجيحة الخامسة في الفوز من ضربات الترجيح والفوز ببطولة درع الاتحاد الإنجليزي ، بعد انتهاء المباراة 1–1.

#### موسم 2020–21
في 12 سبتمبر ، سجل في أول مباراة بالدوري للموسم الجديد حيث سجل الهدف الثالث في الفوز 3-0 خارج أرضه على نادي فولهام. في 15 سبتمبر ، وقع أوباميانغ عقدًا جديدًا لمدة ثلاث سنوات مع أرسنال.
في 1 نوفمبر ، سجل ركلة جزاء في الفوز 1-0 خارج أرضه على نادي مانشستر يونايتد ، ليمنح أرسنال فوزه الأول في الدوري الإنجليزي الممتاز على ملعب أولد ترافورد منذ عام 2006.
سجل أوباميانع هدفين لأرسنال في فوزه 3-0 على نادي نيوكاسل يونايتد في 18 يناير 2021.
ومع ذلك ، لم يشارك في المباريات الثلاث التالية للنادي ، من أجل رعاية والدته المريضة. في 14 فبراير ، سجل أوباميانغ هاتريك (ثلاثة أهداف) و كانت المرة الأولى التي يسجل فيها اوباميانغ ثلاثية ب‍الدوري الإنجليزي الممتاز في الفوز 4-2 على نادي ليدز يونايتد، حيث سجل اوباميانغ 200 هدف في مسيرته في الدوريات الخمس الكبرى في أوروبا.
في 25 فبراير ، سجل هدفين ضد نادي بنفيكا في الفوز 3-2 ليضمن مكانًا في الدور الـ32 من بطولة الدوري الأوروبي. في 14 مارس ، تم استبعاد أوباميانج من التشكيلة الأساسية في ديربي شمال لندن ضد نادي توتنهام هوتسبير ، وذلك بسبب أسباب تأديبية.

#### موسم 2021–22
في الجولة 16 من موسم 2021–22 ، لم يكن أوباميانغ ضمن التشكيلة في مباراة آرسنال ضد ساوثهامبتون ، حيث أشار المدير ميكل أرتيتا مرة أخرى إلى أسباب تأديبية. بعد ثلاثة أيام ، تم إبعاد أوباميانغ عن دور القائد للفريق.
في 1 فبراير 2022 ، أعلن آرسنال رحيل أوباميانغ عن النادي حيث قام الأخير بفسخ عقده بالتراضي.

### برشلونة
في 2 فبراير 2022 ، توصل برشلونة إلى اتفاق بشأن انضمام أوباميانج إلى النادي.  وقع أوباميانغ عقدًا حتى 30 يونيو 2025 مع خيار الموافقة على المغادرة في 30 يونيو 2023. تتضمن الصفقة أيضًا شرط جزائي تصل قيمته إلى 100 مليون يورو (83.4 مليون جنيه إسترليني).
ظهر أوباميانغ لأول مرة مع برشلونة في 6 فبراير 2022 ، حيث جاء كبديل في الفوز 4-2 على نادي أتلتيكو مدريد.
في 20 فبراير ، سجل أهدافه الأولى في مباراته الرابعة مع برشلونة ، حيث سجل ثلاثية في الفوز 4-1 خارج أرضه على ملعب ميستايا ضد نادي فالنسيا وحصل على جائزة رجل المباراة نتيجة لأدائه المبهر.

### القادسية
في 18 يوليو 2024 توصلت إدارة نادي القادسية إلى اتفاقيه بشأن انضمام أوباميانج إلى النادي ووقع عقداً حتى عام 2026

## مسيرته الدولية
في 25 مارس 2009، تم استدعاء أوباميانغ لمنتخب الغابون، ولعب أول مباراة له مع المنتخب. وسجل هدفه الأول في مباراة الفوز 3–2 على المغرب، ثم سجل هدفا لكل مباراة ودية ضد بنين وتوغو والجزائر والسنغال.
في 18 مايو 2022، أعلن أوباميانغ اعتزاله دوليًا.

## حياته الشخصية
أوباميانغ هو ابن لاعب كرة القدم الدولي الغابوني السابق بيير أوباميانغ والأخ غير الشقيق الأصغر لكاتلينا وويلي ، اللذان لعبا مع فرق الشباب في ميلان. والدته إسبانية.

## الإحصائيات

### النادي
آخر تحديث 1 أغسطس 2019.
| النادي           | الموسم   | الدوري                        | الدوري | الدوري  | الكأس  | الكأس   | كأس السوبر | كأس السوبر | أوروبا | أوروبا  | أخرى                                  | أخرى    | المجموع | المجموع |
| النادي           | الموسم   | الدرجة                        | الظهور | الأهداف | الظهور | الأهداف | الظهور     | الأهداف    | الظهور | الأهداف | الظهور                                | الأهداف | الظهور  | الأهداف |
| ---------------- | -------- | ----------------------------- | ------ | ------- | ------ | ------- | ---------- | ---------- | ------ | ------- | ------------------------------------- | ------- | ------- | ------- |
| ميلان            | 2007–08  | الدوري الإيطالي               | 0      | 0       | 0      | 0       | —          | —          | 0      | 0       | 0                                     | 0       | 0       | 0       |
| ديجون (إعارة)    | 2008–09  | الدوري الدرجة الثانية الفرنسي | 34     | 8       | 4      | 2       | 1          | 0          | —      | —       | —                                     | —       | 39      | 10      |
| ليل (إعارة)      | 2009–10  | الدوري الفرنسي                | 14     | 2       | 0      | 0       | 1          | 0          | 9      | 0       | —                                     | —       | 24      | 2       |
| موناكو (إعارة)   | 2010–11  | الدوري الفرنسي                | 19     | 2       | 1      | 0       | 3          | 0          | —      | —       | —                                     | —       | 23      | 2       |
| سانت إتيان       | 2010–11  | الدوري الفرنسي                | 14     | 2       | —      | —       | —          | —          | —      | —       | —                                     | —       | 14      | 2       |
| سانت إتيان       | 2011–12  | الدوري الفرنسي                | 36     | 16      | 0      | 0       | 2          | 2          | —      | —       | —                                     | —       | 38      | 18      |
| سانت إتيان       | 2012–13  | الدوري الفرنسي                | 37     | 19      | 4      | 2       | 4          | 0          | —      | —       | —                                     | —       | 45      | 21      |
| سانت إتيان       | المجموع  | المجموع                       | 87     | 37      | 4      | 2       | 6          | 2          | —      | —       | —                                     | —       | 97      | 41      |
| بوروسيا دورتموند | 2013–14  | الدوري الألماني               | 32     | 13      | 6      | 2       | —          | —          | 9      | 1       | 1                                     | 0       | 48      | 16      |
| بوروسيا دورتموند | 2014–15  | الدوري الألماني               | 33     | 16      | 4      | 5       | —          | —          | 8      | 3       | 1                                     | 1       | 46      | 25      |
| بوروسيا دورتموند | 2015–16  | الدوري الألماني               | 31     | 25      | 4      | 3       | —          | —          | 14     | 11      | —                                     | —       | 49      | 39      |
| بوروسيا دورتموند | 2016–17  | الدوري الألماني               | 32     | 31      | 4      | 2       | —          | —          | 9      | 7       | 1                                     | 0       | 46      | 40      |
| بوروسيا دورتموند | 2017–18  | الدوري الألماني               | 16     | 13      | 1      | 3       | —          | —          | 6      | 4       | 1                                     | 1       | 24      | 21      |
| بوروسيا دورتموند | المجموع  | المجموع                       | 144    | 98      | 19     | 15      | —          | —          | 46     | 26      | 4                                     | 2       | 213     | 141     |
| أرسنال           | 2017–18  | الدوري الإنجليزي              | 13     | 10      | —      | —       | 1          | 0          | —      | —       | —                                     | —       | 14      | 10      |
| أرسنال           | 2018–19  | الدوري الإنجليزي              | 36     | 22      | 1      | 1       | 2          | 0          | 12     | 8       | —                                     | —       | 51      | 31      |
| أرسنال           | 2019–20  | الدوري الإنجليزي              | 36     | 22      | 2      | 4       | 0          | 0          | 6      | 3       | —                                     | —       | 44      | 29      |
| أرسنال           | 2020–21  | الدوري الإنجليزي              | 29     | 10      | 1      | 1       | 0          | 0          | 8      | 3       | 1 {{المشاركة في درع المجتمع الخيرية}} | 1       | 39      | 15      |
| أرسنال           | 2021–22  | الدوري الإنجليزي              | 14     | 4       | 0      | 0       | 1          | 3          | —      | —       | —                                     | —       | 15      | 7       |
| أرسنال           | المجموع  | المجموع                       | 128    | 68      | 4      | 6       | 4          | 3          | 26     | 14      | 1                                     | 1       | 163     | 92      |
| برشلونة          | 2021–22  | الدوري الإسباني               | 13     | 10      | —      | —       | 1          | 0          | —      | —       | —                                     | —       | 14      | 10      |
| برشلونة          | 2022–23  | الدوري الإسباني               | 1      | 0       | —      | —       | —          | —          | —      | —       | —                                     | —       | 1       | 0       |
| برشلونة          | المجموع  | المجموع                       | 18     | 11      | —      | —       | —          | —          | 6      | 2       | —                                     | —       | 24      | 13      |
| الإجمالي         | الإجمالي | الإجمالي                      | 383    | 201     | 31     | 24      | 14         | 2          | 73     | 37      | 4                                     | 2       | 505     | 266     |

### المنتخب
آخر تحديث 17 نوفمبر 2019.
| الغابون | الغابون | الغابون |
| العام   | الظهور  | الأهداف |
| ------- | ------- | ------- |
| 2009    | 7       | 2       |
| 2010    | 10      | 3       |
| 2011    | 5       | 0       |
| 2012    | 8       | 4       |
| 2013    | 4       | 3       |
| 2014    | 4       | 2       |
| 2015    | 10      | 5       |
| 2016    | 4       | 2       |
| 2017    | 4       | 2       |
| 2018    | 2       | 1       |
| 2019    | 5       | 1       |
| المجموع | 63      | 25      |

### الأهداف الدولية
اعتباراً من 17 نوفمبر 2019.
قائمة الأهداف والنتائج مع منتخب الغابون الأول.
| #   | التاريخ        | المكان                          | الخصم        | الهدف | النتيجة | المسابقة                        |
| --- | -------------- | ------------------------------- | ------------ | ----- | ------- | ------------------------------- |
| 1.  | 28 مارس 2009   | ملعب محمد الخامس، الدار البيضاء | المغرب       | 1–0   | 2–1     | تصفيات كأس العالم 2010          |
| 2.  | 11 أغسطس 2009  | ملعب الصداقة، كوتونو            | بنين         | 1–0   | 1–1     | ودية                            |
| 3.  | 19 مايو 2010   | ملعب فرانسوا كوتي، أجاكسيو      | توغو         | 2–0   | 3–0     | ودية                            |
| 4.  | 11 أغسطس 2010  | ملعب 5 جويلية 1962، الجزائر     | الجزائر      | 2–0   | 2–1     | ودية                            |
| 5.  | 17 نوفمبر 2010 | ملعب ميشيل هيدالجو، سنوا        | السنغال      | 1–2   | 1–2     | ودية                            |
| 6.  | 23 يناير 2012  | ملعب دانغونج، ليبرفيل           | النيجر       | 1–0   | 2–0     | كأس الأمم الأفريقية 2012        |
| 7.  | 27 يناير 2012  | ملعب دانغونج، ليبرفيل           | المغرب       | 1–1   | 3–2     | كأس الأمم الأفريقية 2012        |
| 8.  | 31 يناير 2012  | ملعب فرانسفيل، فرانسفيل         | تونس         | 1–0   | 1–0     | كأس الأمم الأفريقية 2012        |
| 9.  | 14 أكتوبر 2012 | ملعب دانغونج، ليبرفيل           | توغو         | 1–2   | 1–2     | تصفيات كأس الأمم الأفريقية 2013 |
| 10. | 15 يونيو 2013  | ملعب فرانسفيل، فرانسفيل         | النيجر       | 1–1   | 4–1     | تصفيات كأس العالم 2014          |
| 11. | 15 يونيو 2013  | ملعب فرانسفيل، فرانسفيل         | النيجر       | 2–1   | 4–1     | تصفيات كأس العالم 2014          |
| 12. | 15 يونيو 2013  | ملعب فرانسفيل، فرانسفيل         | النيجر       | 4–1   | 4–1     | تصفيات كأس العالم 2014          |
| 13. | 11 أكتوبر 2014 | ملعب دانغونج، ليبرفيل           | بوركينا فاسو | 1–0   | 2–0     | تصفيات كأس الأمم الأفريقية 2015 |
| 14. | 11 أكتوبر 2014 | ملعب دانغونج، ليبرفيل           | بوركينا فاسو | 2–0   | 2–0     | تصفيات كأس الأمم الأفريقية 2015 |
| 15. | 17 يناير 2015  | ملعب باتا، باتا                 | بوركينا فاسو | 1–0   | 2–0     | كأس الأمم الأفريقية 2015        |
| 16. | 25 مارس 2015   | ملعب بيير بريسون، بوفيه         | مالي         | 2–2   | 4–3     | ودية                            |
| 17. | 25 مارس 2015   | ملعب بيير بريسون، بوفيه         | مالي         | 3–2   | 4–3     | ودية                            |
| 18. | 5 سبتمبر 2015  | ملعب دانغونج، ليبرفيل           | السودان      | 4–0   | 4–0     | ودية                            |
| 19. | 9 أكتوبر 2015  | الملعب الأولمبي برادس، تونس     | تونس         | 1–1   | 3–3     | ودية                            |
| 20. | 25 مارس 2016   | ملعب فرانسفيل، فرانسفيل         | سيراليون     | 1–0   | 2–1     | ودية                            |
| 21. | 2 سبتمبر 2016  | ملعب الخرطوم، الخرطوم           | السودان      | 1–1   | 2–1     | ودية                            |
| 22. | 14 يناير 2017  | ملعب دانغونج، ليبرفيل           | غينيا بيساو  | 1–0   | 1–1     | كأس الأمم الأفريقية 2017        |
| 23. | 18 يناير 2017  | ملعب دانغونج، ليبرفيل           | بوركينا فاسو | 1–1   | 1–1     | كأس الأمم الأفريقية 2017        |
| 24. | 8 سبتمبر 2018  | ملعب دانغونج، ليبرفيل           | بوروندي      | 1–1   | 1–1     | تصفيات كأس الأمم الأفريقية 2019 |
| 25. | 10 أكتوبر 2019 | الملعب البلدي                   | بوركينا فاسو | 1–0   | 1–0     | ودية                            |

## الإنجازات

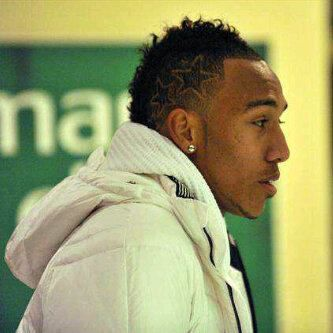
أوباميانغ في 2011

سانت إتيان
- كأس الرابطة الفرنسية: 2012–13[56]

 بوروسيا دورتموند
- كأس ألمانيا: 2016–17؛[57] الوصيف: 2013–14،[58] 2014–15،[59] 2015–16[60]
- كأس السوبر الألماني: 2013،[61] 2014[62]

 أرسنال
- كأس الاتحاد الإنجليزي: 2019–20[63]
- كأس رابطة الأندية الإنجليزية المحترفة الوصيف: 2017–18[64]
- الدوري الأوروبي الوصيف: 2018–19[65]

الغابون
- كأس ملك تايلاند المركز الثالث: 2018[66][67]

الفردية
- أفضل لاعب أفريقي في الدوري الفرنسي: 2012–13، 2023–24[68]
- فريق السنة في الدوري الفرنسي: 2012–13[69]
- لاعب الشهر في الدوري الفرنسي: فبراير 2012، أكتوبر 2012، فبراير 2013[70]
- تشكيلة العام من الكاف: 2013،[71] 2014،[72] 2015،[73] 2016، 2018،[74] 2019[75]
- جائزة مارك فيفيان فويه: 2013[76]
- تشكيلة الموسم في الدوري الأوروبي: 2015–16،[77] 2018–19[78]
- لاعب العام في بوروسيا دورتموند: 2014–15[بحاجة لمصدر]
- تشكيلة العام في الدوري الألماني: 2016–17[79]
- جائزة أفضل لاعب أفريقي في العام: 2015[80]
- لاعب العام في الدوري الألماني: 2015–16[81]
- جائزة أفضل لاعب في الدوري الألماني للعام من جوائز فيسبوك فوتبول: 2016[بحاجة لمصدر]
- هداف الدوري الألماني: 2016–17[82]
- لاعب الشهر في الدوري الإنجليزي الممتاز: أكتوبر 2018، سبتمبر 2019[83]
- جائزة الحذاء الذهبي في الدوري الإنجليزي الممتاز: 2018–19[83]
- رجل المباراة في نهائي كأس الاتحاد الإنجليزي: 2020[84]

## وصلات خارجية
- بيير إيميريك أوباميانغ على موقع الاتحاد الدولي (مؤرشف)  (الإنجليزية)
- بيير إيميريك أوباميانغ على موقع الاتحاد الأوربي (الإنجليزية)
- بيير إيميريك أوباميانغ على موقع إي إس بي إن إف سي (الإنجليزية)
- بيير إيميريك أوباميانغ على موقع قاعدة بيانات كرة القدم.إي يو (الإنجليزية)
- بيير إيميريك أوباميانغ على موقع ليكيب (الفرنسية)
- بيير إيميريك أوباميانغ على موقع ناشيونال فوتبول تيمز (الإنجليزية)
- بيير إيميريك أوباميانغ على موقع Soccerbase.com (لاعب) (الإنجليزية)
- بيير إيميريك أوباميانغ على موقع Soccerway.com (الإنجليزية)
- بيير إيميريك أوباميانغ على موقع عالم كرة القدم.نت (الإنجليزية)
- بيير إيميريك أوباميانغ على موقع أوليمبيديا (الإنجليزية)
- بيير إيميريك أوباميانغ  على سكروي
- بيير إيميريك أوباميانغ – سجل منافسات اليويفا